# Eric Stonestreet
Eric Mayor Stonestreet (Kansas City, 9 settembre 1971) è un attore statunitense, conosciuto soprattutto per la partecipazione alla serie televisiva Modern Family, per la quale ha vinto due Emmy Awards e quattro Screen Actors Guild Awards.

## Biografia
Attore principalmente televisivo, Stonestreet, tra gli altri, ha partecipato a serie televisive come CSI: Scena del crimine, Dharma & Greg, The Mentalist, Spin City, E.R. - Medici in prima linea, Close to Home - Giustizia ad ogni costo, Providence e molte altre, prima di entrare nel cast di Modern Family, nel ruolo dell'eccentrico Cameron “Cam” Tucker. Per la sua interpretazione a questo telefilm, nel 2010 e nel 2012 vince un Emmy Award come "miglior attore non protagonista in un telefilm commedia".

## Vita privata
Ha una compagna di vita, infermiera pediatrica, dal 2016.

## Filmografia

### Cinema
- Quasi famosi (Almost Famous), regia di Cameron Crowe (2000)
- F.A.T., regia di Matt Hunt (2003)
- Girls Will Be Girls, regia di Richard Day (2003)
- Street of Pain, regia di Tyrone Finch e Jeremy Hall – cortometraggio (2003)
- Straight-Jacket, regia di Richard Day (2004)
- Knuckle Sandwich, regia di Ryan Miningham (2004)
- Saddam 17, regia di Ross Venokur – cortometraggio (2005)
- The Island, regia di Michael Bay (2005)
- The Drifter, regia di Jeffrey Nicholson – cortometraggio (2007)
- Stories USA, di registi vari (2007)
- Ninja Cheerleaders, regia di David Presley (2008)
- American Crude - Follie in America (American Crude), regia di Craig Sheffer (2008)
- Father vs. Son, regia di Joe Ballarini (2010)
- Bad Teacher - Una cattiva maestra (Bad Teacher), regia di Jake Kasdan (2011)
- Io sono tu (Identity Thief), regia di Seth Gordon (2013)
- The Loft, regia di Erik Van Looy (2014)

### Televisione
- Dharma & Greg - serie TV, 1 episodio (1999)
- E.R. - Medici in prima linea (ER) - serie TV, episodio 7×03 (2000)
- Malcolm - serie TV, 1x05 (2000)
- CSI - Scena del crimine (CSI: Crime Scene Investigation) - serie TV, 13 episodi (2001-2005)
- West Wing - Tutti gli uomini del Presidente (The West Wing) - serie TV, episodio 2x19 (2001)
- Close to Home - Giustizia ad ogni costo (Close to Home) - serie TV, 1 episodio (2005)
- 13 Graves, regia di Dominic Sena – film TV (2006)
- Crossing Jordan - serie TV, 1 episodio (2007)
- NCIS - Unità anticrimine (NCIS) - serie TV, episodio 6x11 (2008)
- Bones - serie TV, 1 episodio (2008)
- Pushing Daisies - serie TV, 1 episodio (2008)
- The Mentalist - serie TV, 1 episodio (2008)
- Nip/Tuck - serie TV, 1 episodio (2009)
- Detective Monk (Monk) - serie TV, episodio 8x03 (2009)
- This Might Hurt, regia di Jason Winer – film TV (2009)
- Modern Family - serie TV, 250 episodi (2009-2020)
- American Horror Story - serie TV, 1 episodio (2011)
- Sofia la principessa (Sofia the First) - serie TV, 3 episodi (2013-2014)
- Confirmation - Una donna per la verità (Confirmation), regia di Rick Famuyiwa – film TV (2016)
- Nuovo Santa Clause cercasi (The Santa Clauses) – serie TV, 6 episodi (2023)
- Dexter: Resurrection – serie TV, episodi 1x04-1x06-1x07 (2025)

## Doppiaggio
- Duke in Pets - Vita da animali, Pets 2 - Vita da animali
- Minimus in Sofia la principessa

## Doppiatori italiani
Nelle versioni in italiano delle opere in cui ha recitato, Eric Stonestreet è stato doppiato da:
- Claudio Fattoretto in The Mentalist, Bad Teacher - Una cattiva maestra, Io sono tu
- Roberto Stocchi in E.R. - Medici in prima linea
- Simone Mori in Malcolm
- Vittorio Stagni in CSI - Scena del crimine (ep. 1x18, 1x19)
- Edoardo Nevola in CSI - Scena del crimine (st. 2-5)
- Vladimiro Conti in American Crude - Follie in America
- Luca Ghignone in Nip/Tuck
- Stefano Santerini in Detective Monk
- Franco Mannella in Modern Family
- Stefano Alessandroni in American Horror Story
- Gabriele Lopez in Confirmation - Una donna per la verità
- Gianluca Tusco in The Loft
- Christian Iansante in Nuovo Santa Clause cercasi
- Massimo De Ambrosis in Dexter: Resurrection

Da doppiatore è sostituito da:
- Lillo in Pets - Vita da animali, Pets 2 - Vita da animali

## Riconoscimenti
- Premio Emmy
  - 2010 - Migliore attore non protagonista in una serie commedia per Modern Family
  - 2011 - Nomination come migliore attore non protagonista in una serie commedia per Modern Family
  - 2012 - Migliore attore non protagonista in una serie commedia per Modern Family